# Trichostomum philippinense
Trichostomum philippinense är en bladmossart som beskrevs av Iwatsuki och Benito C. Tan 1979. Trichostomum philippinense ingår i släktet lansettmossor, och familjen Pottiaceae. Inga underarter finns listade i Catalogue of Life.